# توماس ملون
توماس ملون (انگلیسی: Thomas Mellon; ۳ فوریهٔ ۱۸۱۳ – ۳ فوریهٔ ۱۹۰۸) وکیل، قاضی و بانکدار آمریکایی ایرلندی‌تبار بود، که در سال ۱۸۶۹ شرکت ملون فایننشال را تاسیس کرد. این شرکت در سال ۲۰۰۷ با بانک نیویورک ادغام شد و در پی آن بانک نیویورک ملون به‌عنوان قدیمی‌ترین بانک فعال در ایالات متحده، راه‌اندازی گردید.